# Station Podborsko
Station Podborsko is een spoorwegstation in de Poolse plaats Podborsko.